# أنجالي شارما
أنجالي شارما (12 ديسمبر 1956 في الهند - ) هي لاعبة كريكت هندية.